# خليل سعادة
خليل سعادة (1857 - 1934 م)، طبيب وكاتب وناشط سياسي لبناني. وهو والد أنطون سعادة مؤسس الحزب السوري القومي الاجتماعي. 

## سيرته
وُلد خليل سعادة في بلدة الشوير في لبنان، وتلقَّى دروسه الابتدائية في مدرسة المرسلين الأميركان ثم تابع دراسته الجامعية في الكلية السورية الإنجيلية (الجامعة الأميركية في بيروت حاليا) حيث تخرج من كلية الطب فيها.
أظهر خليل سعاده اهتماما خاصاً بالقضايا الفكرية والاجتماعية رغم توجهه العلمي الأكاديمي، وكان يكتب خلال سنين دراسته الجامعية الأبحاث الفكرية السياسية، وظهر له أول مقال في مجلة الجنان التي كان يصدرها المعلم بطرس البستاني في بيروت، وعنوانه «تأخر بلادنا وتقدمها.»
مارس مهنة الطب في بلدته الشوير وفي بيروت بعد أن تخرّج طبيبا سنة 1883. تعاون مع كل من جورج بوست، والشيخ إبراهيم اليازجي، وبشارة زلزل، على إصدار مجلة طبية علمية صناعية هي مجلة الطبيب التي استمر صدورها عدة سنوات إلى أن اضطر أركانها إلى الاغتراب عن بيروت.
انتقل سعاده إلى القاهرة وهناك أصدر سنة 1886 عن المكتبة الشرقية أول كتاب لغوي بعنوان " الطوالع السعدية في آداب اللغة الإنكليزية ". كما نشر روايته الأولى باللغة الإنكليزية " الأمير السوري أو الأمير مراد " سنة 1893 معتبرها قصة شرقية تحوي على أهم العادات والتقاليد في لبنان وحوران ". في القاهرة أسس مع بعض الاشخاص «الجمعية المركزية» التي لعبت دورا سياسيا سريا هاما وكان هدفها المطالبة بحكم ذاتي للعرب ضمن إطار السلطنة العثمانية. كتب في جريدة الأهرام أبحاثا طبية وسياسية في السنوات 1902-1903، وكانت تربطه علاقات وثيقة مع زعماء الحركة الوطنية المصرية.
في صيف 1905 أنجز روايته الأولى باللغة العربية «أسرار الثورة الروسية» وهي رواية تاريخية تعالج الظروف التي أدّت إلى اندلاع ثورة 1905 في بتروغراد. ونشر أيضا روايته الثانية بالعربية «أسرار الباستيل» وفيها يعالج الثورة الفرنسية. في العام 1906 ترجم إنجيل برنابا من الإنكليزية ونشر كتابه الطبي «الوقاية من السل الرئوي وطرق  علاجه». كان سعاده يراسل من القاهرة جريدة التايمز البريطانية ويتقاضى مبلغ خمس جنيهات إسترلينية لقاء كل مقال.
سنة 1908 وبعد عودة العمل بالدستور العثماني عاد إلى الوطن وبدأ نشاطا مكثفا بهدف تشييد المستشفى اللبناني – السوري لمعالجة الأمراض السارية ولكنه اصطدم مع القنصل الفرنسي الذي لم يحضر حفلة مسرحية أقيمت خصيصاً لجمع التبرعات للمستشفى وامتنع عن دفع ثمن البطاقات التي كان قد احتفظ بها. وجه سعاده للقنصل كتابا مفتوحا على صفحات جريدة "لسان الحال" حمل فيه على سياسة فرنسة الاستعمارية في سورية. وكان للكتاب المفتوح أثر كبير في الرأي العام لأن من يقف في وجه قنصل فرنسا في ذلك الزمن كمن يقف في وجه الآلهة."
عاد سعاده إلى القاهرة سنة 1909 ونشط مجددا في الكتابة في صحيفتي "الأهرام ´و"التايمز". كانت أبرز أعماله إنجازه "قاموس سعاده الإنكليزي" الذي يقع في مجلدين وفيه ابتكر سعاده لأول مرة مئات من الكلمات الفنية في جميع فروع العلوم والفنون، ولم تكن هذه الكلمات معروفة بالمعاني التي وضعها لها. بسبب نشاطه الأدبي والوطني، أبلغ من قبل الخديويين بعدم رغبتهم ببقائه في مصر، فاضطر إلى الهجرة نحو أمريكا الجنوبية في مطلع العام 1914 حيث أمضى هناك العشرين سنة الأخيرة من حياته.
في الأرجنتين

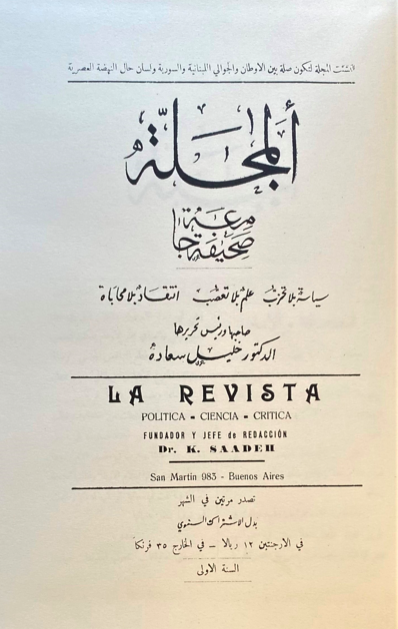

في مدينة بيونس آيرس أصدر سعاده مجلة «المجلة» من أجل الخدمة الوطنية والعلمية. كتب أبحاثا تاريخية وسياسية باللغة الإنكليزية في جريدة «ستاندرد» وذلك في السنوات 1914-1915 كما «أسس نقابة الصحافة السورية في الأرجنتين» في نهاية 1915 بهدف حماية حقوق الصحافيين السوريين في المغترب. أسس أيضا «الجامعة السورية» في تشرين الأول سنة 1916م بهدف تقارب أبناء الجالية ومعالجة الأمور الثقافية والاجتماعية والدفاع عن مصالحهم كمواطنين.
كانت قمة أعماله التنظيمية دعوته إلى المؤتمر الديمقراطي الوطني السوري الأول في بيونس آيرس الذي عقد في الخامس عشر من شباط 1919م. انتخب هذا المؤتمر لجنة تنفيذية تابعة له، وأرسل البرقيات إلى مؤتمر الصلح المنعقد في فرساي، وإلى الرئيس الاميركي ولسن، ولويد جورج، وإلى وزراء الخارجية في واشنطن وباريس ولندن وروما، مطالبة باستقلال سورية ومحتجة على إعلان فرنسا «حمايتها لسورية».
إثر انعقاد هذا المؤتمر، أعلن سعادة عن تأسيس «الحزب الديمقراطي الوطني»، ونشر برنامجه السياسي في «المجلة» وكان شعار الحزب المذكور «الاستقلال مع البداوة، خير من العبودية مع الحضارة». لعب هذا الحزب دوراً بارزاً في بث الوعي الوطني في الجوالي السورية في المهاجر الأمريكية في فترة كثفت فرنسا نشاطها في أوساط أبناء الجوالي السورية، وقد أسمع هذا الحزب صوته لحكومات الحلفاء في مؤتمر الصلح مطالبا بالحقوق الطبيعية لسورية أي: «الاستقلال».
في البرازيل
عام 1919 انتقل سعاده إلى سان باولو، البرازيل، حيث أقام فيها واستدعى عائلته من لبنان. بعد فترة أصدر صحيفته الإسبوعية «الجريدة» واعتبرها صلة وصل بين الوطن والجاليات اللبنانية والسورية والفلسطينية ولسان حال النهضة العصرية. تحولت «الجريدة» إلى منبر لكافة الأقلام الوطنية في المهاجر الأمريكية الجنوبية حيث ظهرت فيها القصائد الأولى للشاعرين إلياس فرحات ورشيد سليم الخوري، كما ظهرت أيضا المقالات الأولى لأنطون سعادة الذي عمل مساعدا لوالده في تحرير تلك الصحيفة.
في العام 1923، وبعد توقف «الجريدة» عن الصدور أعاد سعادة إصدار مجلة «المجلة» من سان باولو حيث استمرت بالصدور لمدة سنتين. في مقالات كتبها في الصحف الصادرة في البرازيل، وجه سعاده نداء للجالية السورية يدعو فيها إلى التبرع بهدف إقامة تمثال للشهيد يوسف العظمة. أقبلت الجالية على التبرع وكلف فنان ايطالي بصنع التمثال وجرى إرساله إلى دمشق حيث انتصب سنة 1951 في ساحة البرلمان السوري وسط العاصمة دمشق.
في مطلع 1930 كلفته عمدة «الرابطة الوطنية السورية» في سان باولو أن يتولى رئاسة تحرير جريدتها «الرابطة»، وتولّى سعاده هذا المنصب حوالي أربع سنوات متتالية. كما انتخب بعد فترة رئيسا شرفيا «للرابطة الوطنية السورية» وبقي في هذا المنصب حتى وفاته في العاشر من نيسان سنة 1934.
ترك سعاده أبحاثا عديدة لم تنشر حتى الآن، إضافة إلى رواية مخطوطة بعنوان «أنطونيو وكليوبترا». عني في الفترة الأخيرة من حياته بدرس وتلخيص النظرية النسبية لأنشتاين. كان يجيد إضافة إلى العربية اللغات الفرنسية والإنكليزية والإسبانية والبرتغالية والتركية.

## وفاته
توفي خليل سعادة في ساو باولو، مساء 10 أبريل 1934م، عن عمر ناهز سبعًا وسبعين سنة.

## أعماله
- الوقاية من السل الرئوي
- قاموس سعادة، إنكليزي عربي، 1911
- ترجمة إنجيل برنابا
- أسرار الثورة الروسية (رواية)
- قيصر وكليوباتره (رواية)
- أسرار الباستيل (رواية)